# Wilhelm Petri
Wilhelm Petri (* 9. Oktober 1826 in Oestrich (Rheingau); † 13. November 1897 in Kassel) war ein deutscher Richter und Abgeordneter im Preußischen Abgeordnetenhaus.

## Leben
Petris Eltern waren der Weingutsbesitzer und Oberschultheiß Philipp Joseph Petri und dessen Frau Maria Anna Laspée. Petri besuchte das Gymnasium Philippinum Weilburg. Nach dem Abitur (1846) begann er an der Ruprecht-Karls-Universität Heidelberg und der Universität Leipzig Rechtswissenschaft zu studieren. 1847 trat er in das Corps Nassovia Heidelberg und in die nur einige Monate bestehende Guestphalia Leipzig (I) ein. Schließlich ging er an die Rheinische Friedrich-Wilhelms-Universität, wo er am 10. März 1849 als Petri 3 Corpsschleifenträger der Rhenania Bonn wurde. Er war Anhänger des Deutschkatholizismus. Zum Dr. iur. promoviert, trat er in den nassauischen Justizdienst. Er kam als Akzessist und Assessor (1866) nach Wiesbaden. Nach der preußischen Annexion Nassaus war er von 1866 bis 1879 Richter am Landgericht Wiesbaden und am Oberlandesgericht Frankfurt am Main. In jener Zeit (1872–1881) vertrat er den Wahlkreis Wiesbaden 2 (Stadtkreis Wiesbaden) im Preußischen Abgeordnetenhaus. Er war Mitglied der Deutschen Fortschrittspartei, gehörte aber keiner Fraktion an. Er erreichte 1877, dass das Nassauische Staatsarchiv im Lande verblieb. Er saß im Vorstand des Vereins für Nassauische Altertumskunde und Geschichtsforschung. 1881 wurde er Senatspräsident am Oberlandesgericht  Kassel. Den Ruhestand verlebte er in Kassel.
Aus der Ehe mit Margarethe Mathilde geb. Hilf († 26. Oktober 1921) gingen vier Kinder hervor. Die älteste Tochter Marie Anna Margaretha (* 1861) heiratete den Kunsthistoriker Berthold Riehl. Die zweite Tochter Adele (1867–1948) heiratete Theodor Bauer, den nachmaligen Staatsminister in Schwarzburg-Sondershausen. Die jüngste Tochter Hilda Christina Aloyse (* 30. September 1872) heiratete 1900 den Juristen Carl Maempel.

## Weblink
- Petri, Wilhelm. Hessische Biografie. (Stand: 6. Januar 2023). In: Landesgeschichtliches Informationssystem Hessen (LAGIS).